# La Divina Commedia (manga)
La Divina Commedia (ダンテ神曲?, Dante Shinkyoku) è un manga di Gō Nagai basato sull'omonima opera di Dante Alighieri. L'autore giapponese ha preso ispirazione per i disegni dal pittore francese Gustave Doré, che nell'Ottocento illustrò una famosa versione dell'opera.
L'opera, pubblicata in tre volumi da Kōdansha tra il 1994 e il 1995, è stata edita per la prima volta in italiano da d/visual tra il 2006 e il 2007 in tre volumi. Edizioni BD ha riedito l'opera nel 2014 in tre volumi e nel 2019 nel primo formato omnibus al mondo.

## Lista volumi
| Nº | Titolo italiano Giapponese 「Kanji」 - Rōmaji                                              | Data di prima pubblicazione          | Data di prima pubblicazione           |
| Nº | Titolo italiano Giapponese 「Kanji」 - Rōmaji                                              | Giapponese                           | Italiano                              |
| 1  | Inferno 1 「ダンテ神曲 地獄編（上）」 - Dante Shinkyoku jigoku hen (ue)                    | 22 settembre 1994 ISBN 4-06-313701-5 | dicembre 2006 ISBN 978-4-86237-204-8  |
| 2  | Inferno 2 「ダンテ神曲 地獄編（下）」 - Dante Shinkyoku jigoku hen (shita)                 | 22 settembre 1994 ISBN 4-06-313702-3 | 30 marzo 2007 ISBN 978-4-86237-205-5  |
| 3  | Purgatorio/Paradiso 「ダンテ神曲 浄罪編・天国編」 - Dante Shinkyoku jōzai hen・tengoku hen | 22 ottobre 1995 ISBN 4-06-313709-0   | 31 luglio 2007 ISBN 978-4-86237-206-2 |